# Dominic de Burgo

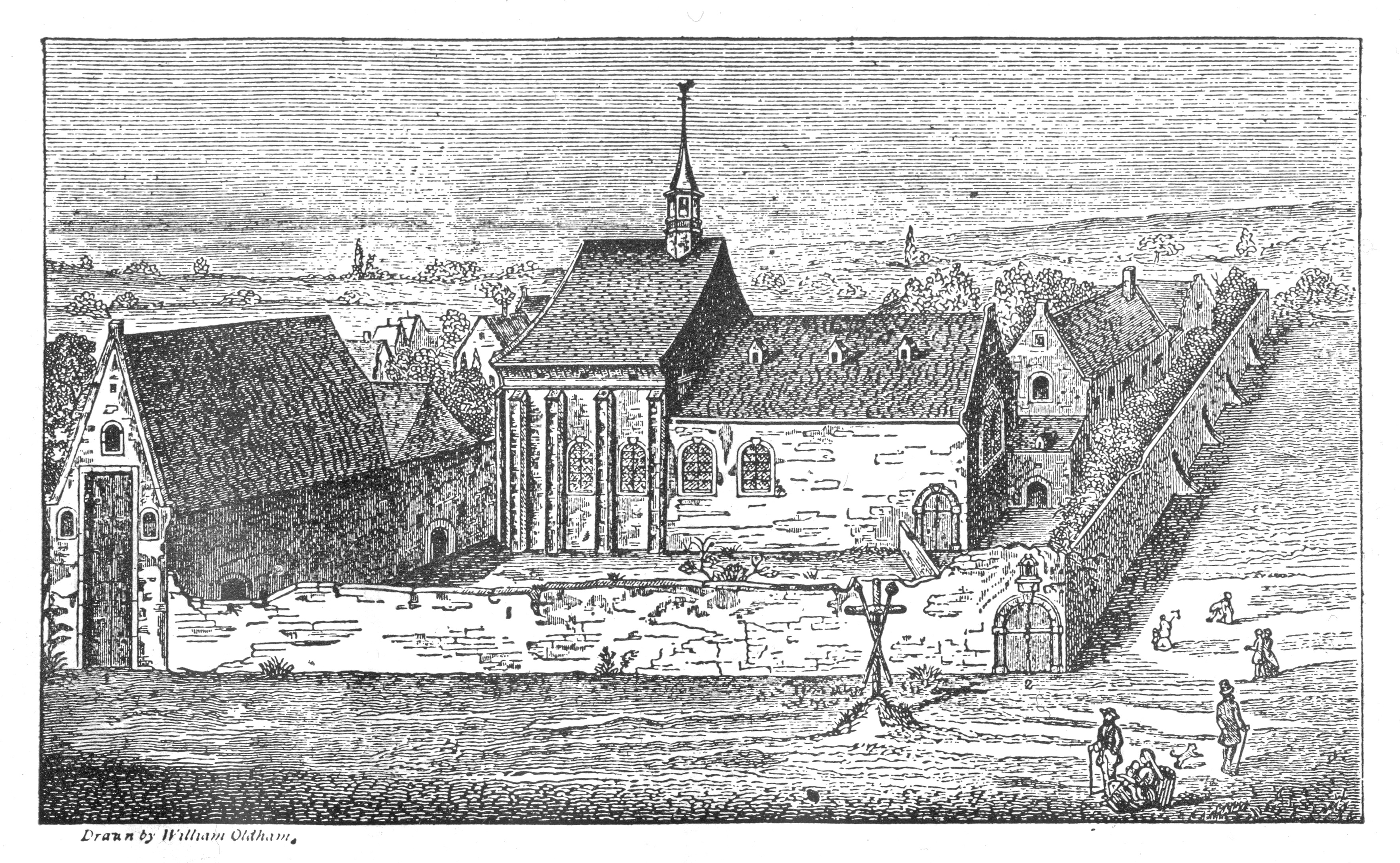
Iers College in Leuven, ballingsoord van bisschop de Burgo

Dominic de Burgo (Craughwell c.1622 - Leuven 1704) of Dominic Burke was een Iers dominicaan en bisschop van Elphin. Hij leefde tot zijn dood in ballingschap in de Spaanse Nederlanden.

## Levensloop
De Burgo groeide op in County Galway in het koninkrijk Ierland, wat een kroondomein was van de Engelse koningen. In 1648 trad hij toe de Orde van de Dominicanen; hij trad in in Athenry (Ierland). Hij studeerde vervolgens in Segovia en in Italiaanse steden. In 1670, bijna 40 jaar oud, werd hij in Rome tot priester gewijd en werd onmiddellijk voorzitter (of definitor) van de Ierse dominicanen. Op reis naar Ierland vernam hij zijn benoeming tot bisschop van Elphin; zijn geboortestreek Galway behoorde tot dit Iers bisdom. In de Sint-Baafskathedraal van Gent wijdde d'Allamont, bisschop van Gent, hem tot bisschop (1671). 
Terug in Ierland had hij het aan de stok met aartsbisschop Oliver Plunkett, primaat van Ierland. Ook na Plunkett's terechtstelling (1681) bleef de Burgo het moeilijk hebben in het bisdom Elphin. Hij verliet Elphin in 1691 voor de Spaanse Nederlanden. Hij woonde in Leuven, in het Iers College. Dit College was een belangrijk studiecentrum voor Ierse ballingen en was in handen van Ierse minderbroeders, dus van een andere orde dan zijn orde der dominicanen. 
In Leuven verving de Burgo tijdens kerkdiensten de aartsbisschop van Mechelen, de Precipiano, die voor lange tijd afwezig bleek. De Burgo stierf in armoede in 1704 en werd begraven in de kapel van het Iers College. Vandaag bevindt het graf van de Burgo zich op een binnentuin van dit College.